# صراع بنجشير
صراع بنجشير هو نزاع سياسي بين جمهورية أفغانستان الإسلامية (مقاومة بنجشير) وإمارة أفغانستان الإسلامية التي بدأت بعد سقوط كابل.

## خلفية

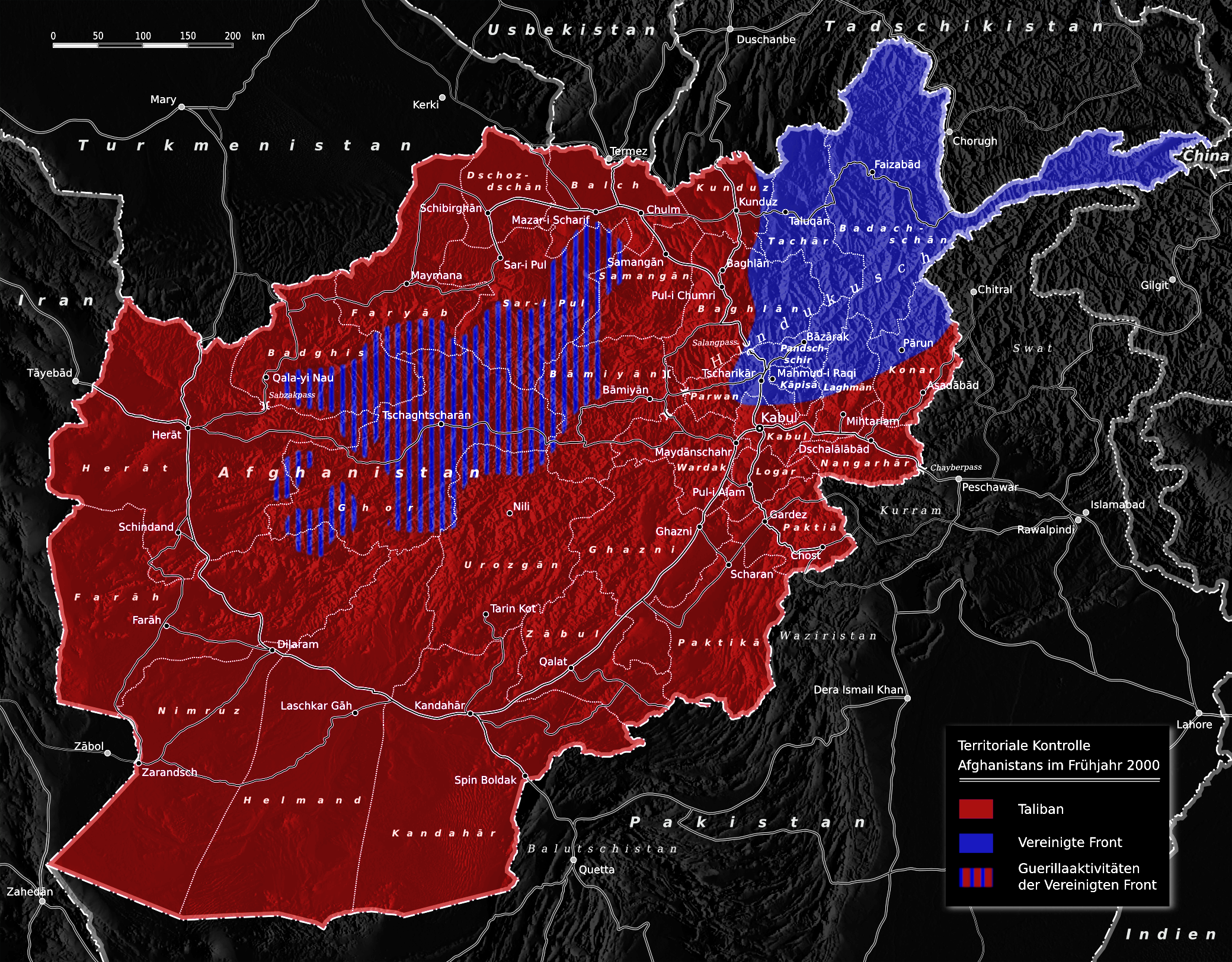
خريطة للحرب في أواخر العام 2001 قبل الغزو الأمريكي مباشرة. الازرق يشير للتحالف الشمالي المناهض لطالبان، بينما يشير الازرق المظلل إلى مناطق حرب عصابات بين طالبان والهزارة، والأحمر يشير إلى طالبان.

تاريخيا، عُرف وادي بنجشير بدفاعاته الطبيعية. فكان محاط بجبال هندوكوش، لم تسقط بنجشير أبدًا في يد السوفييت خلال غزو الثمانينيات ولا في يد طالبان خلال الحرب الأهلية في أوائل التسعينيات. في الحرب التي دارت بين 1996 و2001، كانت بنجشير مركزًا للتحالف الشمالي المناهض لطالبان. في هذه الحروب المتجددة، كانت بنجشير تحت إمرة أحمد شاه مسعود الذي قُتل بتفجير انتحاري في عام 2001. بعد فترة وجيزة، أدى غزو الولايات المتحدة لأفغانستان إلى سقوط إمارة أفغانستان الإسلامية التي كانت تهيمن على أفغانستان كدولة أسستها طالبان، من ثم تم إنشاء جمهورية أفغانستان الإسلامية. ظل مسعود وعائلته يحظون باحترام كبير في بنجشير خلال العقدين الذين عقبوا الغزو. إن النظرة السلبية التقليدية تجاه طالبان لدى سكان بنجشير لها بعد عرقي: فغالبية سكان وادي بنجشير هم من الطاجيك، بينما غالبية طالبان من البشتون. ومع ذلك ، أصبحت تلك الاختلافات العرقية أقل عداءًا وحدة عند استمرار تمرد طالبان، حيث بدأت طالبان في ضم الطاجيك إلى صفوفها. في عام 2021 ، اجتاحت طالبان تقريبا كل أفغانستان في هجوم خاطف. فكانت ولاية بنجشير هي المنطقة الوحيدة التي تمكنت من البقاء خارج نطاق سيطرتهم حتى نهاية الهجوم.
ومع ذلك، فإن قدرة الولاية على الصمود في وجه هجمات طالبان أعيقت بسبب انقطاعها عن الدعم الخارجي. ففي الثمانينيات والتسعينيات، تمكنت قوات بنجشير من إبقاء خطوط الإمداد إلى طاجيكستان مفتوحة. وذلك لم   تبقى تلك الخطوط موجودة بهجوم 2021، بسبب نجاح طالبان في السيطرة على معظم شمال أفغانستان.
بغض النظر عن ذلك، استمرت جمهورية أفغانستان الإسلامية السابقة في البداية في ممارسة سيطرة بحكم الأمر الواقع على وادي بنجشير، الذي وصفته جريدة ذا ويك بأن الوادي هو «المنطقة الوحيدة التي لم تخضع لسيطرة طالبان» اعتبارًا من أغسطس 2021. فر الموالون السابقون للجمهورية القديمة إلى بنجشير، على أمل تحويلهم لها إلى معقل مناهض لطالبان وإمارتهم.

## تاريخ

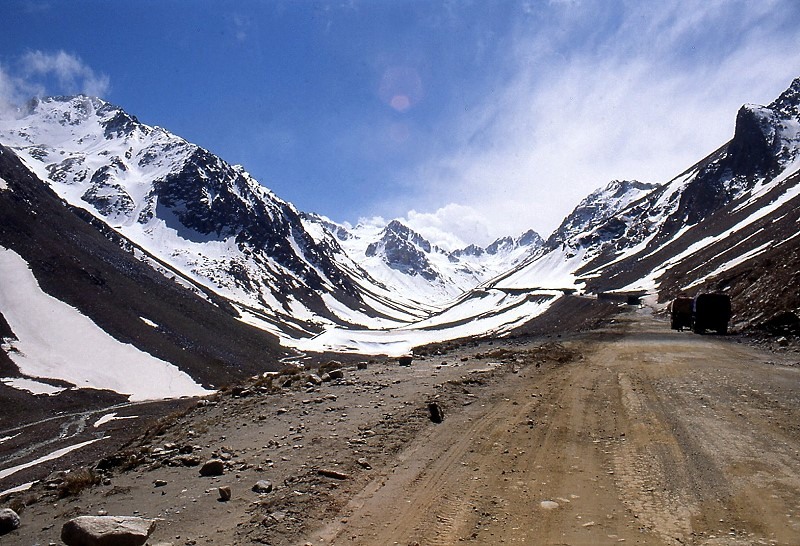
في 18 اغسطس 2021، ورد ان فلول الجيش الوطني الافغاني المنسحبة إلى بنجشير تقاتل مقاتلين الامارة الاسلامية في ممر سالانج بالوادي (الصورة التقطت في 2005)

قبل سقوط كابل، بدأ سكان بنجشير في نقل المعدات العسكرية من المناطق المحيطة، بما في ذلك طائرات الهليكوبتر والعربات المدرعة، إلى ولاية بنجشير. هناك، انضم إليهم قادة فيلق كوماندوز الجيش الوطني الأفغاني.
في 17 أغسطس 2021، أعلن أمر الله صالح - مستشهداً بأحكام دستور أفغانستان - نفسه رئيسًا لأفغانستان من وادي بنجشير، وتعهد بمواصلة العمليات العسكرية ضد طالبان من هناك. وصدق أحمد مسعود ووزير دفاع جمهورية أفغانستان الإسلامية بسم الله خان محمدي على ادعائه لرئاسة الجمهورية. في نفس الوقت تقريبًا، بدأت فلول الجيش الوطني الأفغاني بالتجمع في وادي بنجشير بناءً على طلب مسعود.
اعتبارًا من 17 أغسطس، كان وادي بنجشير - وفقًا لأحد المراقبين - «تحت الحصار من جميع الجهات» لكنه لم يتعرض لهجوم مباشر. اعتبارًا من أغسطس 2021، لم يحدث أي نزاع عسكري في مقاطعة بنجشير، وتمت مناقشة إنهاء المأزق السياسي عن طريق التفاوض.
في 18 أغسطس، أفادت مصادر المخابرات الروسية أن القوات الموالية لأمر الله صالح تمكنت من استعادة شاريكار والمناطق المحيطة بها في ولاية باروان من طالبان. تقع شاريكار في موقع استراتيجي بالقرب من قاعدة بغرام الجوية ونفق سالانج، على طول الطريق الرئيسي الوحيد الذي يربط كابل ومزار شريف. كما تشير تقارير غير مؤكدة إلى تحالف محتمل بين قوات صالح ومسعود والقوات الموالية لعبد الرشيد دوستم، التي كانت قاعدة قوتها مزار شريف. وبحسب ما ورد تراجع دوستم إلى أوزبكستان مع بعض جنوده بعد استيلاء طالبان على كابل.
في 20 أغسطس ، ورد أن المقاتلين المناهضين لطالبان استعادوا السيطرة في هجوم مضاد على مناطق أندراب وبولي هيسار وديه صلاح في مقاطعة بغلان ، حيث زعمت طالبان مقتل 15 من جنودها ، بينما أفادت مصادر أخرى أن ما يصل إلى 60 من مقاتلي طالبان قتلوا أو أصيبوا، وعشرين أسروا. وبحسب ما ورد من اخبار شهدت المقاطعات الثلاث تمردًا بقيادة ضابط شرطة محلي ، بعد أن أجرت طالبان عمليات تفتيش غير مرغوبة بمنازل المقاطعات. ثم أعلن بسم الله خان محمدي نجاح القوات في إعادة الاستقرار والامن للمناطق التي تم استعادتها عبر تويتر.
التقارير السمعية والبصرية للأحداث المتداولة على وسائل التواصل الاجتماعي والتي نشرتها شبكة أخبار باجهوك الأفغانية. في وقت لاحق من يوم 20 أغسطس، أفادت أن القوات ، بقيادة عبد الحميد دادغار ، استعادت أندراب ، لم تعلق طالبان على هذا الخبر. في 21 أغسطس ، ورد أن ممثلي بنجشير كانوا يجتمعون مع عبد الله عبد الله وحامد كرزاي ، أعضاء مجلس التنسيق الخاص بانتقال الحكم من الحكومة الأفغانية إلى طالبان ، «لمناقشة الوضع الحالي وسبل توفير الأمن للأفغان».

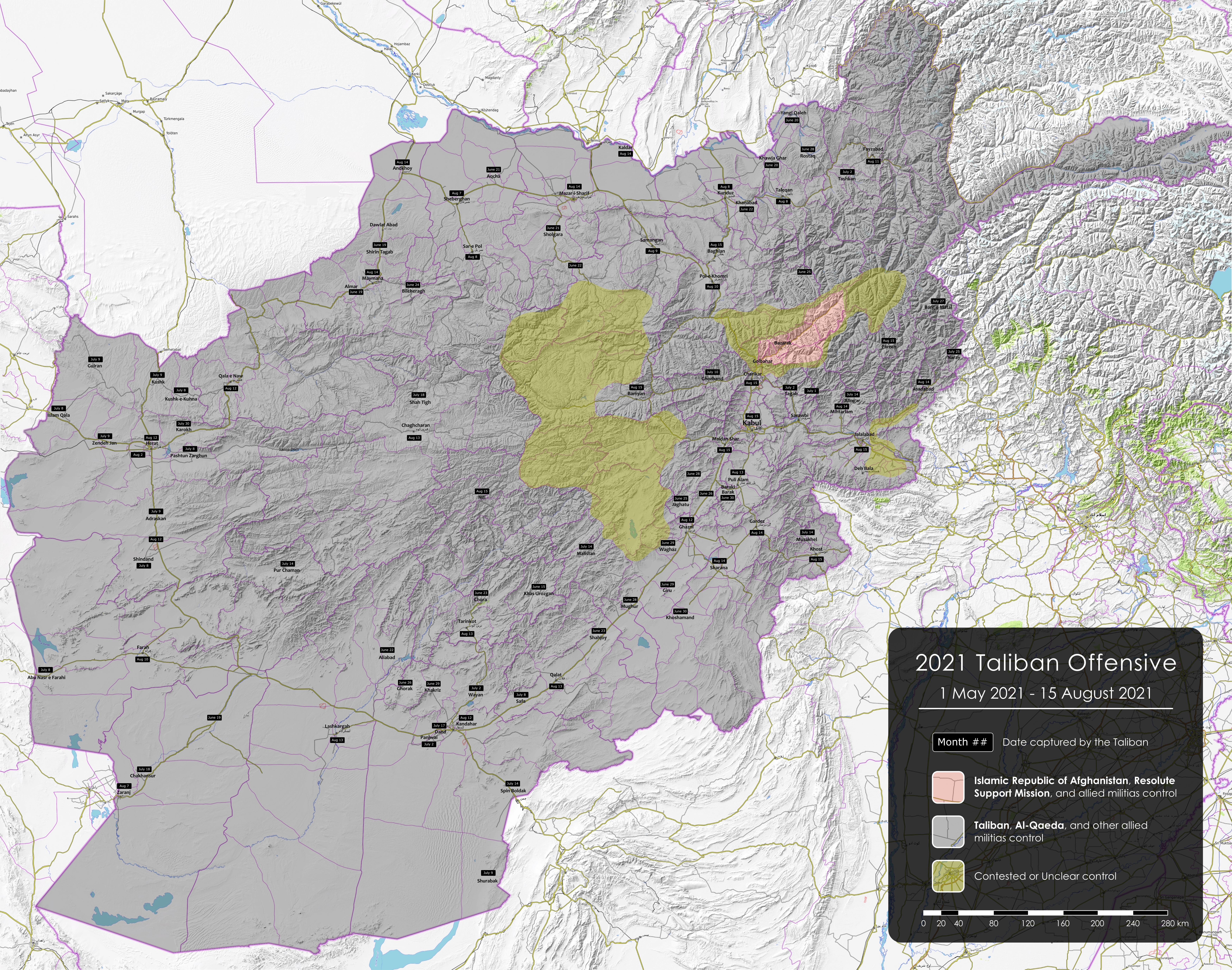
خريطة النفوذ في أفغانستان في بداية الصراع

أكد مصدر من مقاومة بنجشير مشاركتهم في العمليات العسكرية في مقاطعة بغلان، وذكر أنهم يتجهزون للهجوم على طريق سريع بشمال الوادي يمكن أن يسمح لهم بفتح الطريق امام الدعم العسكري المتوقع من طاجيكستان وأوزبكستان. وصفت حسابات طالبان على وسائل التواصل الاجتماعي الهجوم المضاد بأنه «خيانة» للعفو العام الذي اعلنت عنه طالبان. أفادت الأنباء في 22 أغسطس 2021 أن مقاتلي طالبان قد أُرسلوا إلى منطقة كشنباد في أندراب من أجل اختطاف أطفال القوات المناهضة لهم.ادعاء غير مؤكد
في 22 أغسطس، ورد أن ممثل طالبان طلب من السفارة الروسية في أفغانستان التواصل مع القادة المقيمين في بنجشير للتوسط. في غضون ذلك ، أبلغ المتحدث باسم المقاومة علي ميسم نظاري وكالة الأنباء الفرنسية أن قوات أحمد مسعود تفضل الحل السلمي للنزاع ، بشرط أن تنفذ الحكومة المستقبلية نظام «اللامركزية» و «المساواة في الحقوق» في جميع أنحاء البلاد. في 23 أغسطس ، قال المتحدث باسم طالبان ذبيح الله مجاهد إنه بينما يتم إرسال مقاتلي طالبان إلى بنجشير ، فإن طالبان مستعدة للبحث عن وسائل سلمية لإنهاء الصراع.
أعطت الإمارة الإسلامية قوات المقاومة بقيادة احمد مسعود وغيره من المليشيات المناهضة لطالبان مهلة أربع ساعات للاستسلام. حسب قناة العربية، رفض مسعود المهلة وبالتالي الاستسلام رداً على ذلك ، أعلنت طالبان عن إرسال «مئات» من قواتها إلى وادي بنجشير. أفادت الأنباء في 23 أغسطس أن المحادثات بين ممثلي طالبان وزعماء بنجشير لم تنجح. وقال المتحدث باسم المقاومة علي ميسم نظاري ، إن طالبان رفضت طلب مسعود بخصوص اقامة انتخابات مع تمسكهم بفكرة الحكومة المركزية ، وهو ما رفضه مسعود لأنه يريد حكومة لامركزية ، مع احترام الحقوق المدنية والدينية.
وصرح متحدث باسم طالبان لم يذكر اسمه في بيان أن «مئات من مجاهدي الإمارة الإسلامية يتجهون نحو ولاية بنجشير للسيطرة عليها بعد أن رفض مسئولو الولاية تسليمها سلميا». وأفيد أنه في 23 أغسطس ، كلف قائد طالبان قاري فسيح الدين بقيادة العمليات الهجومية في بنجشير. أفادت حركة طالبان بمقتل عدد من مقاتليها وإصابة آخرين في كمائن بجبل سراج.
في 23 أغسطس، زعمت حركة طالبان أنها استعادت جميع المقاطعات الثلاث في بغلان التي سقطت في أيدي قوات المقاومة قبل أسبوع: منطقة ديه صلاح ، بولي هيسار وأندراب. وأفادت الأنباء أن زعيم منطقة طالبان المتمركز في أندراب قُتل في القتال. في 24 أغسطس ، ورد أن مقاتلي المقاومة بنجشير استعادوا السيطرة على مقاطعتي بنو وديه صلاح ، بينما ظلت بولي هيسار تحت سيطرة طالبان. وحذر صالح علنا عبر تويتر من أن مقاتلي طالبان في أندراب يمنعون وصول المساعدات الإنسانية للمدنيين الذين يحاولون الفرار من القتال ووصفها بأنها «كارثة إنسانية». في اليوم التالي ، زعمت قوات مسعود أنها نصبت كمينا لقافلة لطالبان في أندراب ، ودمرت جسرا هاما في الصراع وألحقت خسائر فادحة بالحركة ومقاتليها.
في 24 أغسطس، تحدث الرائد وزير أكبر ، وهو قائد قوات خاصة أفغاني سابق انضم إلى مقاتلي المقاومة في بنجشير ، عن محاولة توغل طالبان إلى الوادي من ممر أنجمان المتصل بمقاطعة بدخشان ، والتي تم صدها مع وجود خسائر فادحة من طالبان.

### وقف إطلاق النار واشتباكات متفرقة
في 26 أغسطس 2021، تم إعلان وقف إطلاق النار مع دخول حركة طالبان والمقاومة في محادثات تفاوضية. وقال المتحدث باسم طالبان ذبيح الله مجاهد إنه «واثق بنسبة 80 في المائة من وجود حل سلمي دون اللجوء لحرب في وادي بنجشير». في 29 أغسطس، ذكر ممثلو التفاوض التابعين لبنجشير أنه لا وجود لمقاتلين من طالبان يحاولون دخول الوادي، ونفوا المعلومات التي وردت من أنعام الله سمنغاني ، وهو عضو في اللجنة الثقافية لطالبان. في 1 سبتمبر، أفيد أن محادثات وقف إطلاق النار قد فشلت.
في 26 أغسطس، وفقًا لمقطع فيديو نشرته Global Defense Corp ، اندلع قتال عنيف بين القوات المناهضة لطالبان في الوادي وطالبان تم تحييد أكثر من 200 من مقاتلي طالبان من وادي بنجشير واعتقلت القوات المناهضة لطالبان بعضهم. كما سيطرت جبهة المقاومة الوطنية «وهو مسمى اخر للمقاومة في بنجشير» (NRF) على المناطق بولي هيسار وديه صلاح وبانو.
في 28 أغسطس، اشتبك مقاتلو بنجشير مع مقاتلي طالبان في سانجان وكابيسا وخوست وا فيرينغ وبغلان ردًا على مزاعم انتهاكات وقف إطلاق النار التي ارتكبها مقاتلو طالبان في المنطقة.
في 29 أغسطس، تم حجب خدمات الإنترنت والاتصالات السلكية واللاسلكية في جميع أنحاء بنجشير بناءً على أوامر صدرت من طالبان.
في 30 أغسطس، نصب مقاتلو بنجشير كمينًا لمقاتلي طالبان اثناء محاولتهم لاقتحام بنجشير من أندراب.

### هجوم طالبان والتمردات في وسط أفغانستان
في 31 أغسطس 2021، بدأ مقاتلو طالبان هجومًا موسعًا ضد جبهة المقاومة الوطنية في مقاطعات بغلان وبنجشير وبروان. وزعمت مصادر مناهضة لطالبان أن الهجوم شارك فيه مسلحون من القاعدة، وهو بيان مدعوم بمقاطع فيديو يُسمع فيه مقاتلون داعمين لطالبان يتحدثون بلغات غير أصلية أو لغات غير شائعة محليًا مثل العربية. أفادت مصادر أن الهجوم بدأ عندما شوهد مقاتلون من طالبان يدخلون غلبهار ويسدون الطريق الرئيسي بحاوية. استعادت قوات طالبان السيطرة على منطقة ديه صالح في بغلان، مما سمح لها بمهاجمة بنجشير مباشرة. فشل هجوم أولي لطالبان عبر ممر خواك الذي يربط بين مقاطعات بغلان ومديريات وسط بنجشير.
وقال المتحدث باسم جبهة المقاومة الوطنية فهيم دشتي إن الهجوم قد تم على الأرجح لاختبار دفاعات المنطقة وجس النبض. بدأت قوات طالبان أيضًا في مهاجمة جنوب بنجشير من جولبهار، مما أدى إلى اندلاع قتال عنيف. على الرغم من تفوقها عدديًا على المقاومين، فشلت طالبان في اختراق المديرية. ذكر لاجئ قابلته قناة الجزيرة لاحقًا أن طالبان أغلقت الطرق المؤدية إلى خارج بنجشير باستخدام حاويات الشحن أثناء هجومهم، كما أن قطع اتصالات الإنترنت وخدمات الهاتف المحمول عن الوادي جعل السكان غير قادرين على معرفة ما كان يحدث في أماكن أخرى.
في 1 سبتمبر، بعد يوم من ورود أنباء عن اشتباكات عند مداخل الوادي، صرح الملا أمير خان متقي، رئيس لجنة طالبان للدعاية والاعلام، عبر رسالة صوتية على تويتر موجهة إلى أهالي بنجشير، مفادها أن محاولات الوصول إلى اتفاق للتسوية «كانت لسوء الحظ عبثا». وألقى باللوم على قيادات المقاومة في بنجشير قائلا ان مازال هناك بعض الناس في الوادي «لا يريدون حلا سلميا». كما قال إن طالبان اختارت مواطنًا من بنجشير ليكون حاكمها. على الرغم من حجب طالبان للإنترنت في بنجشير، تمكن فهيم دشتي، المتحدث الرسمي باسم مقاومة بنجشير، من إجراء مقابلة مع بي بي سي فارسي، ذكر فيها أن المفاوضات فشلت بسبب اختلاف جوهري في الأهداف بين الجانبين. ووفقا له، فإن مقاومة بنجشير كانت تهدف إلى انتزاع الالتزامات والضمانات لحماية الحريات والحقوق الإنسانية والسياسية للأقليات العرقية والدينية وكذلك المرأة في الإقليم، لكن هدف طالبان في التفاوض لم يكن التفاوض على مثل هذه الضمانات، ولكن التفاوض على مدى مشاركة قيادات بنجشير المعارضة في حكومة بقيادة طالبان ترضي جميع الأطراف بما فيهم المقاومة. في 2 سبتمبر، زعمت مصادر من بنجشير أن 13 من مقاتلي طالبان قد قتلوا في كمين في منطقة تشيكرينو. على الرغم من توقف الهجوم عند هذه النقطة، قال متحدث باسم طالبان أن الوادي محاط بجميع الاتجاهات الأربعة وأن «انتصار مقاومة بنجشير مستحيل» بالإضافة إلى ادعاء طالبان تحقيق مكاسب على الأرض. في غضون ذلك، زعمت حركة طالبان أنها توغلت في منطقة شوتول ببنجشير، لكنها لم تقدم دليلًا قاطعًا على هذا الادعاء.
في غضون ذلك، اندلعت التمردات في ولاية وردك وولاية دايكندي التي تضم العديد من الهزارة، وهم مجموعة عرقية ذات أغلبية شيعية سبق أن تعرضت للتمييز من قبل طالبان. بدأت طالبان في التواصل مع مجتمع الهزارة في الأشهر التي سبقت صعودهم إلى السلطة، ووعدوهم باحترام حقوقهم وتقاليدهم. وبناءًا على ذلك، فإن الوضع في وردك ودايكندي معقد، حيث ساعد قادة الميليشيات المحلية طالبان على الوصول للسلطة على الرغم من اعتراض الكثير من السكان. في منطقة خدير في دايكوندي، اندلع ثمرد عندما أمر قائد الهزارة الموالي لطالبان محمد علي صدقات بنزع السلاح من السكان المحليين، مع تخوف البعض من عدم تسجيل السلاح المنزوع بشكل صحيح وذلك من شأنه أن يعرض السكان المحليين لمضايقات محتملة من طالبان. ونتيجة لذلك اندلع القتال بين طالبان والهزارة الموالين لهم من جهة، والهزارة الموالين للحكومة السابقة من جهة أخرى. بدأت الميليشيات المحلية في نصب الكمائن لقوات طالبان.

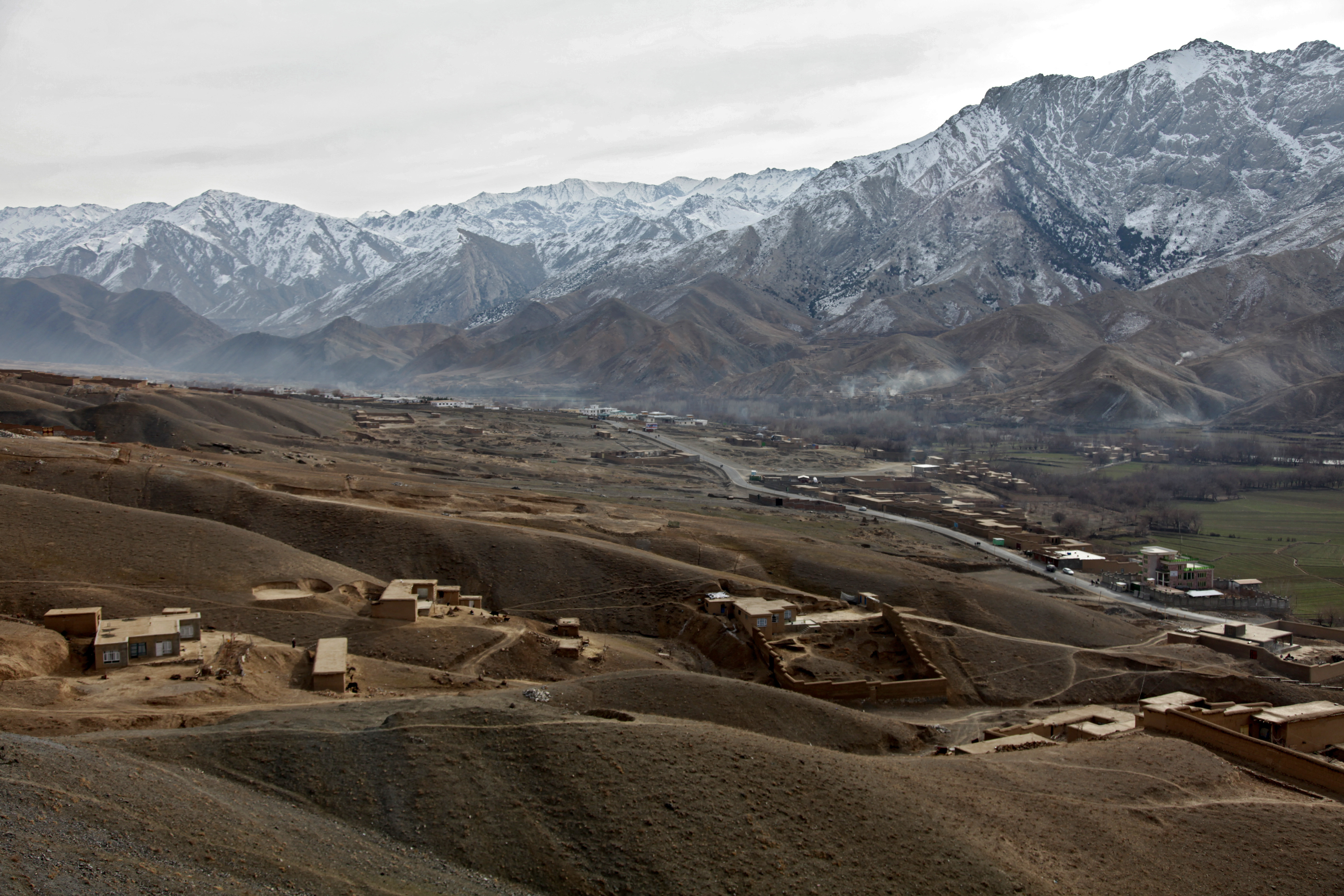
بحلول 4 سبتمبر، تمكنت قوات طالبان من الوصول إلى عنابة (صورة التقطت في 2010)

في 3 سبتمبر، زعمت طالبان أنها استولت على وادي بنجشير، ولكن وصفت هذه المزاعم بأنها أكاذيب ومجرد دعاية من قبل قادة المقاومة المحليين مثل أمر الله صالح وكذلك المراقبين الدوليين. وصرح متحدث باسم جبهة المقاومة الوطنية أن الوضع كان «صعبًا»، ولكن أيضًا صرح بأن توغل طالبان في الوادي أدى إلى محاصرة بضع مئات من مقاتليهم من قبل المقاومة. بحلول اليوم التالي، أكدت المصادر استمرار القتال العنيف في الوادي، مع دخول مقاطعة باريان في نطاق النزاع. وأكدت منظمة إغاثة طبية إيطالية تعمل في المنطقة أن طالبان تقدمت حتى عنابة. زعمت حركة طالبان أنها استولت على مقاطعتي خنج وعنابة. ردت جبهة المقاومة الوطنية بالادعاء بأنها تمكنت من محاصرة المزيد من مقاتلي طالبان، التي يبلغ عددها بالآلاف، في ممر خواك وداشتي ريواك.
في 5 سبتمبر، حقق كلا الجانبين بعض الإنتصارات: تمكنت جبهة المقاومة الوطنية من إجبار المئات من مقاتلي طالبان المحاصرين على الاستسلام في الوادي، مع ادعاء الجبهة أنها أسرت ما يصل إلى 1500 شخص. بالمقابل، أكد صحفيون محليون أن طالبان قد استولت على مقاطعتي روخا وباريان، بينما قتل المتحدث باسم الجبهة فهيم داشتي اثناء القتال. كما زعمت حركة طالبان أنها قد تقدمت إلى بازارك عاصمة ولاية بنجشير. شهد مراسل صحيفة التايمز الذي رافق قوات طالبان أن جزءًا كبيرًا من الوادي يبدو أنه قد سقط تحت سيطرة إمارة أفغانستان الإسلامية في هذه المرحلة، على الرغم من أن مجموعات من مقاتلي الجبهة الوطنية المقاومة قد استمرت في قتال طالبان بالخطوط الأمامية. ورد مسعود على تقدم طالبان بإعلانه على فيسبوك أنه يؤيد عروض زعماء دينيين محليين للتفاوض على حل سلمي لإيقاف الصراع. جادل الصحفي والخبير الإقليمي الباكستاني أحمد رشيد بأن طالبان عبرت بوضوح عن أنها لن «تتسامح أو تتوافق مع ما يطلبه مسعود، وهو منطقة شبه مستقلة ذات حكم ذاتي في وادي بنجشير». رفضت قيادة طالبان بالفعل عرض مسعود التفاوض، قائلة إنها لن تقبل سوى استسلام جبهة المقاومة الوطنية.

### حصار طالبان لوادي بنجشير
في 6 سبتمبر، بعد قتال عنيف أدى إلى خسائر فادحة لكلا الجانبين، استولت طالبان على مقر الحاكم في بازارك ، وادعت السيطرة على وادي بنجشير بأكمله. وبحسب ما ورد تراجعت فلول قوات المقاومة الوطنية إلى الجبال، مع تصريح طالبان بأن العديد منهم قد فروا من المنطقة. ثم صرح مسؤول في جبهة المقاومة الوطنية أن مسعود في مكان آمن، بينما فر أمر الله صالح إلى طاجيكستان. وقال علي نظاري، مسؤول الشؤون الخارجية بقوات المقاومة، أن أحمد مسعود لا يزال موجودًا داخل أفغانستان. عارضت جبهة المقاومة الوطنية خبر دخول طالبان لبنجشير، بحجة أن مقاتلي المقاومة كانوا لا يزالوا موجودين في مواقع إستراتيجية بالوادي، ويواصلون قتالهم.
بحلول 7 سبتمبر، كان العديد من المدنيين من وادي بنجشير قد فروا إلى الجبال هربًا من طالبان، بينما أدلى مسعود بتصريحات متحدية ودعا إلى انتفاضة واسعة النطاق على مستوى الأمة الأفغانية. كما كان السكان المحليون مهددون بالمجاعة، حيث ظل الإمداد المحلي بالسلع منقطعًا. وبحسب ما ورد كانت فلول القوات التابعة للجبهة الوطنية ما زالت تقاوم طالبان في بعض المناطق. كما زعمت جبهة المقاومة الوطنية بأن طالبان بدأت في ذبح المدنيين المحليين.
اعتبارًا من 9 سبتمبر، أظهرت أدلة استخبارات مفتوحة المصادر حللها باحثو بيلنجكات أن طالبان تواصل التقدم والسيطرة على الأراضي في عمق 60 كيلومترًا (37 ميلًا) من الوادي. فرضت طالبان الحصار على الوادي، ولم تسمح بدخول الصحفيين أو البضائع، ومن ثم يصعب التكهن بمدى سيطرتها على الوادي. وحذر سكان بنجشير الذين تمكنوا من الهروب إلى كابل من نفاد الإمدادات في المحافظة بسبب الحصار. ادعى المتحدث باسم جبهة المقاومة الوطنية علي نظاري أن طالبان لم تغزو كل بنجشير، ولكن فقط الوادي الرئيسي، الذي سمح لهم بالسيطرة على بازارك الواقعة بالوادي أيضًا. وذكر أن قوات المقاومة قامت بانسحاب تكتيكي من الوادي الرئيسي مع احتفاظها بنسبة 60-65% من الأودية الفرعية والمواقع الإستراتيجية تحت سيطرتها. وفي غضون ذلك ، صرح محمد ظاهر أغبار ، سفير جمهورية أفغانستان الإسلامية في طاجيكستان ، أن مسعود وصالح لا يزالا في أفغانستان ولكنهما بمعزل عن العالم الخارجي لأسباب أمنية ولم يفروا إلى طاجيكستان، على عكس التقارير السابقة.

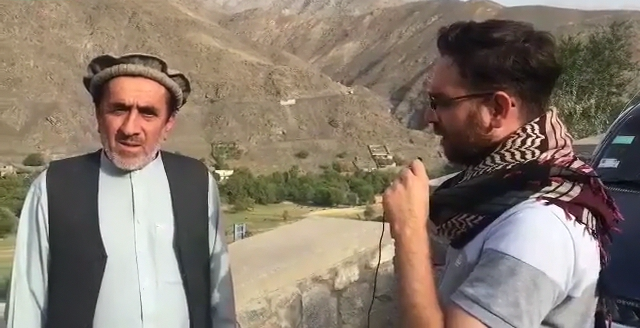
مراسل من وسائل إعلام ايرانية يتحدث إلى مقاتل في جبهة المقاومة الوطنية، 11 سبتمبر 2021

بحلول 10 سبتمبر، سيطرت طالبان على المنزل الذي كان يختبئ فيه أمر الله صالح في وقت سابق وبث منه أحدث فيديو له يزعم أنه مازال باقٍ في بنجشير، ثم انتشرت صور لأحد مقاتلي طالبان في نفس البيت الذي سجل فيه صالح الفيديو على وسائل التواصل الاجتماعي.

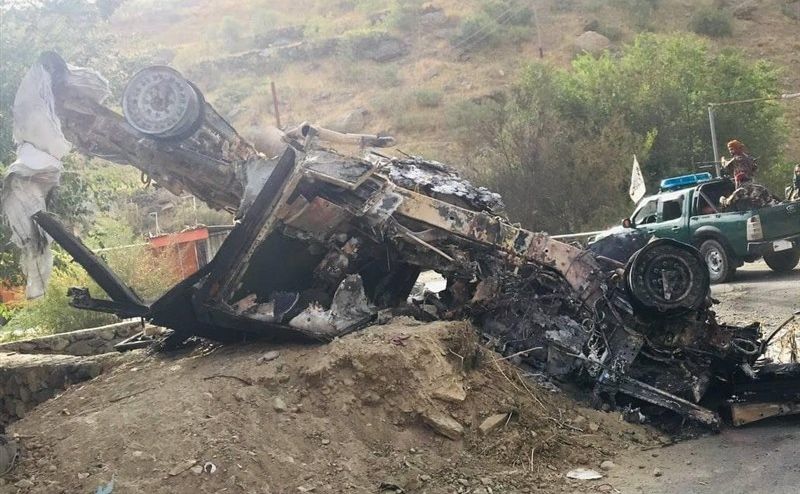
قوات من طالبان تعبر من جانب سيارة مدمرة بوادي بنجشير، 12 سبتمبر 2021

ووردت أنباء عن سريان لوقف إطلاق نار لمدة ثلاثة أيام، وإن لم يؤكده أي جانب في الصراع. في غضون ذلك ، قال زعيم حزب المؤتمر الوطني الأفغاني عبد اللطيف بيدرام لتولو نيوز إن قوات الجبهة الوطنية كانت موجودة في جميع جبال بنجشير. وتعهد قائد جبهة المقاومة الوطنية صالح رجستاني بأن قواتهم ستستمر في القتال، وأضاف أن المحافظة تواجه نقصًا في المواد الغذائية والإمدادات الطبية. ومع ذلك، زعم عضو اللجنة الثقافية في طالبان أنعام الله سمنغاني أن جبهة المقاومة الوطنية ليس لها «وجود كبير» في بنجشير مشيرا انهم يختبئون في الكهوف والوديان، مع استمرار المحادثات بشأن استسلامهم. في غضون ذلك ، اشتكى السكان من إغلاق الطرق في بنجشير ، بينما تم قطع الكهرباء والاتصالات.
وفي غضون ذلك، ذكر أحد شيوخ القبائل في 10 سبتمبر، أن طالبان كانت تقف امام دخول الإمدادات الغذائية وتنفذ عمليات إعدام خارج نطاق القانون للمدنيين، مضيفًا أن ثمانية مدنيين قتلوا على أيديهم في 7 سبتمبر. كما اتهم أحمد والي مسعود حركة طالبان بقتل المدنيين وصرح بأن جبهة المقاومة الوطنية ما زالت تسيطر على «مناطق هامة» في بنجشير. وذكر نجل أمر الله صالح، شاريش، في 11 سبتمبر أن شقيق والده روح الله عزيزي، الذي كان يقاتل في صفوف المقاومة، قد أعدم مع سائقه الشخصي في 9 سبتمبر من قبل طالبان، بعد أن تم إيقافه في نقطة تفتيش في قرية خانيز ببنجشير.
وفي 11 سبتمبر أيضًا، سُمح لمراسلي وكالة أنباء تسنيم بدخول بنجشير. وقد التقوا بمجموعة من مقاتلي الوحدة الحمراء التابعين لطالبان الذين زعموا أن جميع مقاتلين بنجشير قد قبض عليهم وأن قوات المقاومة ربما لجأت إلى مناطق جبلية قريبة. كما زعموا أن الوضع هادئ على الرغم من انتهاء وقف إطلاق النار المبلغ عنه. وشوهد العديد من المدنيين يفرون من المقاطعة خوفا من تجدد الاشتباكات. كما أجرى المراسلون مقابلات مع أحد مؤيدي جبهة المقاومة الوطنية الذي ألقى باللوم على طالبان في عدم تشكيل حكومة شاملة. كما زعم أن القوات الجوية الباكستانية ساعدت طالبان.
خلص تقرير استقصائي نشرته هيئة الإذاعة البريطانية في 13 سبتمبر إلى أن طالبان قد أعدمت ما لا يقل عن 20 مدنياً في بنجشير منذ دخولهم الوادي. في غضون ذلك، نفى المتحدث باسم طالبان ذبيح الله مجاهد أن تكون الحركة قد ارتكبت أي انتهاك لحقوق الإنسان في المحافظة. سمح لمراسلو وكالة الأنباء الفرنسية بدخول بنجشير في 15 سبتمبر، ووجدوا أن العديد من القرى في المقاطعات الثلاث التي زاروها شبه خالية. واتهم الأهالي الذين قابلوهم طالبان بإعدام 19 مدنيا بين قرية خنج وبازارك ، ومنع المدنيين من الفرار من المحافظة لاستخدامهم كدروع بشرية ضد هجمات مقاتلي المقاومة. في غضون ذلك، قال طبيب يعمل في بنجشير لقناة الجزيرة إن جميع المستشفيات في المقاطعة قد أغلقت أو كانت تعمل بإمدادات محدودة ، باستثناء مستشفى طوارئ تديره إيطاليا.
سمح لصحفيو نيويورك تايمز بدخول بنجشير في 13 سبتمبر، وأفادوا أن القتال توقف على الأغلب، حيث سيطرت طالبان على جزء كبير من الوادي ، ويبدو أن جبهة المقاومة الوطنية لها تواجد مقصور على المناطق الجبلية التي يتعذر الوصول إليها تقريبًا. كما غادرت بعض القوات المحلية جبهة المقاومة الوطنية دون الاستسلام لطالبان، وبدلاً من ذلك عملت كمجموعات مستقلة للدفاع عن نفسها وتسيطر على أجزاء محدودة من الوادي.
أكد مسؤول استخباراتي أمريكي ومستشار في وزارة الدفاع الأمريكية واثنان من المسؤولين الحكوميين الأفغان السابقين في 21 سبتمبر أن أحمد مسعود قد فر إلى طاجيكستان بعد وقت قصير من سيطرة طالبان على معظم الوادي في 6 سبتمبر، مع فرار أمر الله صالح أيضًا بعد أيام من سقوط الوادي. تم نقل أحمد مسعود إلى بيت آمن في دوشنبه ونقل أمر الله صالح إلى مكان قريب منه.